# Allobates magnussoni
Espèce
Allobates magnussoni est une espèce d'amphibiens de la famille des Aromobatidae.

## Répartition
Cette espèce est endémique du Pará au Brésil. Elle se rencontre dans le bassin du rio Tapajós.

## Description
Les mâles mesurent de 16,09 à 19,59 mm et les femelles de 17,97 à 20,84 mm.

## Étymologie
Cette espèce est nommée en l'honneur de William E. Magnusson.

## Publication originale
- Lima, Simões & Kaefer, 2014 : A new species of Allobates (Anura: Aromobatidae) from the Tapajós River basin, Pará State, Brazil. Zootaxa, no 3889 (3), p. 355–387.